# 鸭子测试

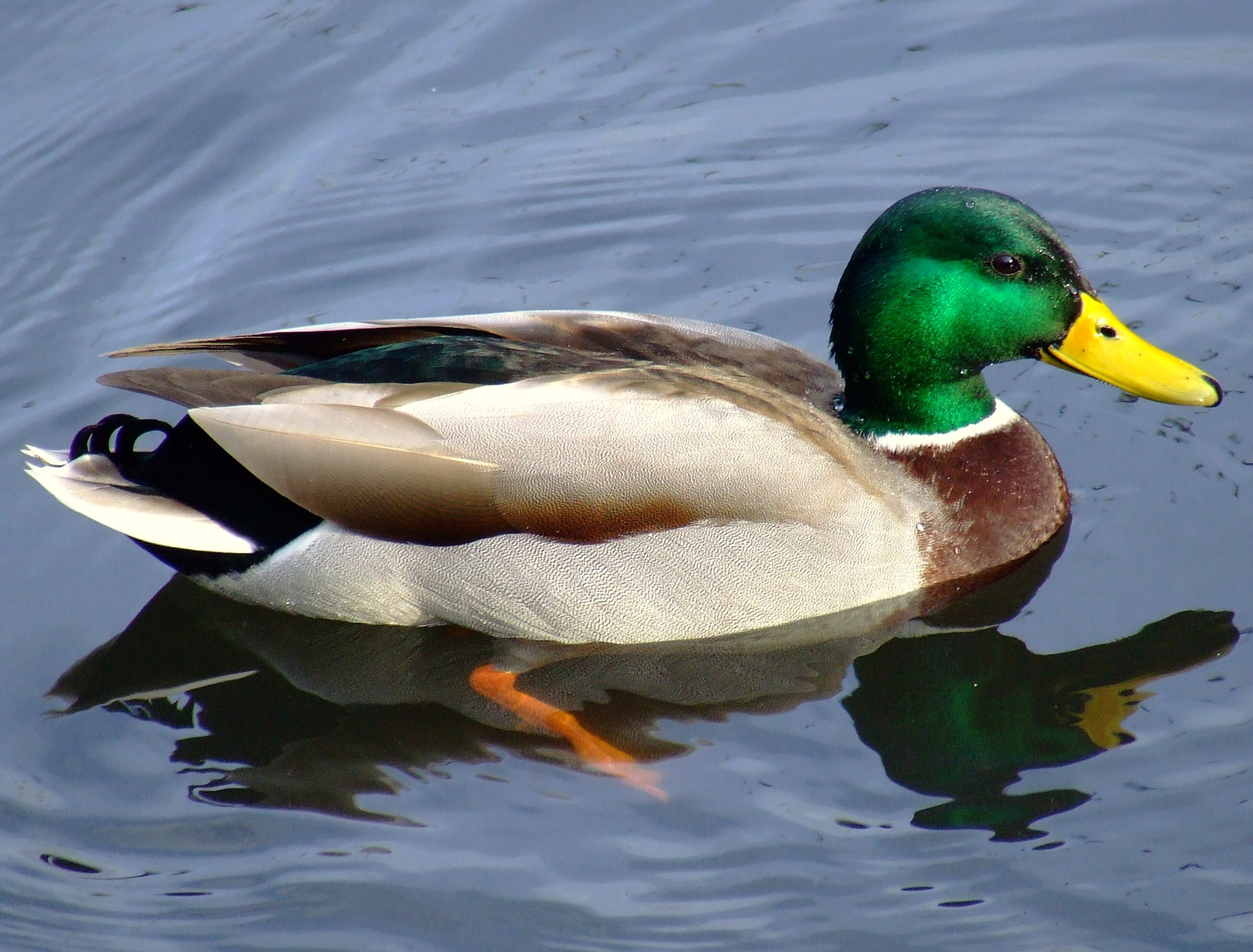
一只外观像鸭子、也如鸭子一样游泳的绿头鸭.

鸭子测试（英語：duck test）是一种归纳推理，它可以解释为：
如果它看起来像鸭子、游泳像鸭子、叫声像鸭子，那么它可能就是隻鸭子。
这个测试表明，人能够通过观察未知事物的惯常行为来识别该事物。对于事物的识别，有时候会有一些较深奥的判断、甚至有效的判断，其实与“该事物看起来像什么”不符；鸭子测试可以用来反驳。

## 起源
美国印第安纳诗人詹姆斯·惠特科姆·莱利（1849年－1916年）可能是这个说法的创造者，他写道：“当我看到一只鸟，它走路像鸭子、游泳像鸭子、叫声像鸭子，我就称其为鸭子。”:68:7

## 发展与应用

### 政治
美国汽车工人联合会的财务处长艾米尔·梅琪（Emil Mazey）在1946年的一次会议中用鸭子测试来指责一个人是共产主义者：“我无法证明你是共产主义者。但当我看见一只鸟叫得像鸭子，游得像鸭子，也走得像鸭子，长着羽毛也有脚蹼，还和鸭子在一起，那我当然会判断它是个鸭子。”
鸭子测试后来因理查德·坎宁安·帕特森二世而在美国流行开来。帕特森是1950年冷战时期美国驻危地马拉大使，他使用这个说法指责危地马拉的哈科沃·阿本斯·古斯曼政府是共产主义政府：“比如说你看到有一只鸟走在你的农场里。这只鸟身上并没有写着“鸭子”的名牌，但它看起来像一只鸭子。它又走进水池，像一只鸭子一样游泳。接着它又张开嘴巴，像鸭子一样呱呱叫。这时你或许就能得出结论：不管这只鸭子身上有没有名牌，这就是一只鸭子。”:102
在1964年，美国的天主教枢机理查德·库欣用鸭子测试来评断当时的古巴总理菲德尔·卡斯特罗：當時他被問及稱呼卡斯特羅為一名共產主義者是否恰當。
2000年，美国记者迈克·华莱士在采访当时的中共中央总书记江泽民时，以鸭子测试作为理由称江泽民为独裁者，被其否认。
俄罗斯外交部部长谢尔盖·拉夫罗夫在2015年化用鸭子测试来回应对俄罗斯的指责。当时有观点指称俄罗斯在叙利亚的主要军事打击对象并非以伊斯兰国为主的恐怖组织，而是西方国家支持的自由叙利亚军等组织。关于恐怖组织的定义，他说：“如果它看起来像恐怖分子，行动也像恐怖分子，言论也像恐怖分子，作战也像恐怖分子，那就是恐怖分子，对吧？”

### 其他
英国广播剧作家、音乐家道格拉斯·亚当斯在他的侦探小说中对鸭子测试进行了戏仿：“如果它看起来像鸭子，叫起来也像鸭子，那么我们至少应该考虑下，我们手里可能有一只鸭科的水鸟。”
学者詹姆士·摩尔将图灵测试形容为鸭子测试：“图灵测试的场景符合奥卡姆剃刀，无法区别的对象应视作相同，仅当观测到有差异时再进行区分。我们把图灵测试看作一种让测试者给被测试对象打标签的认证过程：‘如果它看起来像鸭子，走起来像鸭子，叫起来也像鸭子，我们就给它打上鸭子的标签。’”:151
面向对象程序设计的里氏替换原则是一个关于类型抽象的原则。在阐释该原则重要性时用到了一个基于鸭子测试的衍生说法：“如果它看起来像鸭子，叫起来也像鸭子，但是它需要电池才能工作，那么你的抽象大概是做错了。”

## 延伸阅读
- Christy, Howard Chandler, , 1982

## 参閲
- 鸭子类型
- 大象测试
- 外延性
- 哲学剃刀
- 启发法
- 图灵测试
- 中文房間
- 哲學殭屍

## 外部連結
- 羅賓·戴爾·漢森（英语：Robin Hanson）,Overcoming Bias : Philosophy Vs. Duck Tests （页面存档备份，存于）